# Замок Таффе

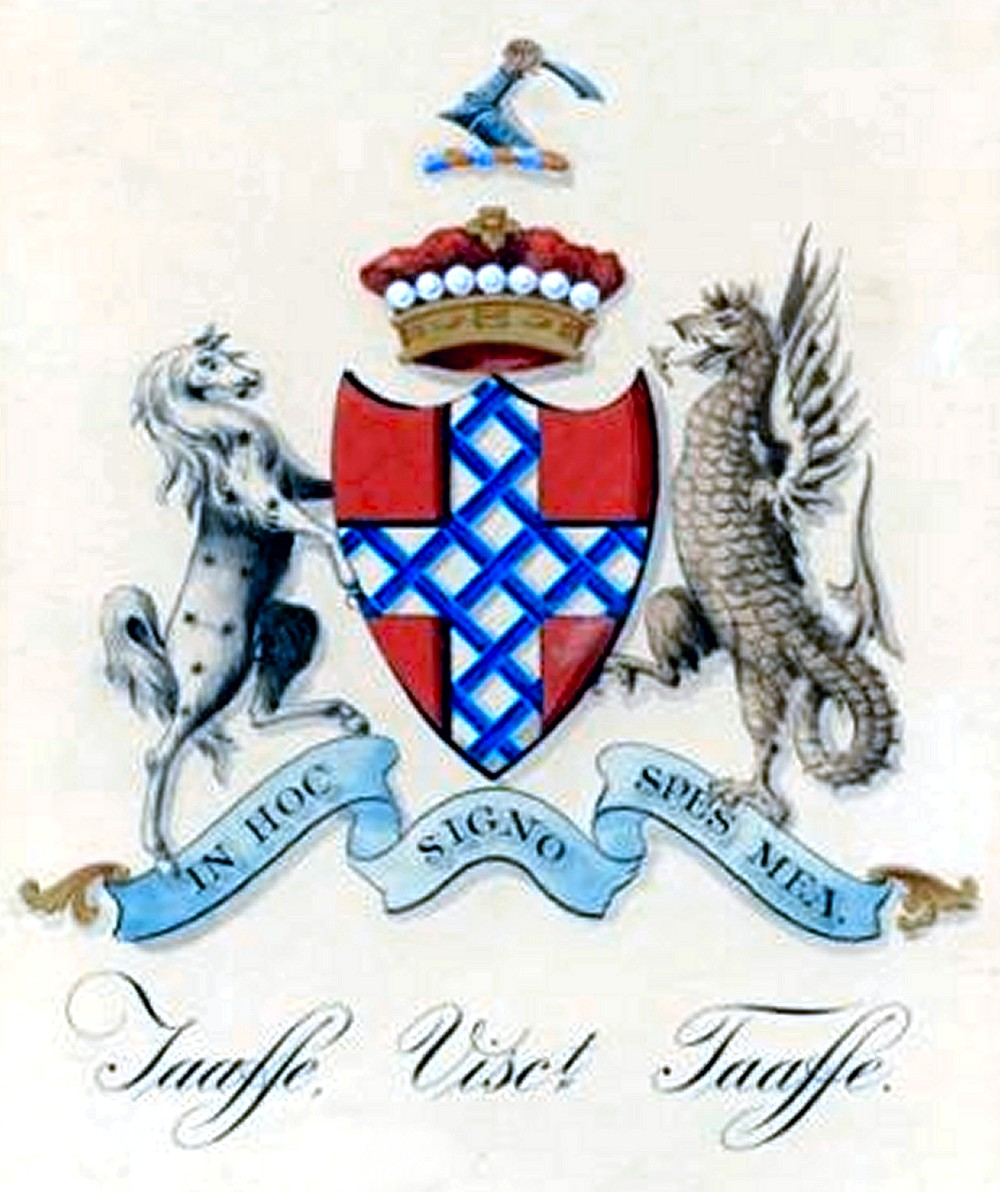
Герб віконтів Таафф.

Замок Таафф (англ. Taaffe’s Castle) — замок Тафф, замок Таффе, Тааффе — один із замків Ірландії, розташований в графстві Лаут, у місті Карлінгфорд. Замок баштового типу в норманському стилі. Нині стоїть в руїнах. Замок являє собою прямокутну чотирьохповерхову вежу. Вхід був у західній стіні, захищений бійницями. Замок стоїть біля порту, тому перший поверх виконував функцію торгового складу, верхні поверхи були для проживання. У північно-західній стороні замку є гвинтові сходи.

## Історія замку Таафф
Замок Таафф був побудований в XVI столітті аристократичною родиною Таафф для захисту своїх торгових інтересів. Родина Таафф у 1661 року отримала титул графів Карлінгфорд. Місто Карлінгфорд займало стратегічне положення і було важливим торгівельним центром в Ірландії в XIV—XVI століттях. Англійські королі неодноразово дарували місту привілеї щодо торгівлі та право карбувати монету. Перша королівська грамота була дарована місту в 1326 році королем Англії Едвардом ІІ, остання — в 1619 році королем Англії Джеймсом І. У XVII столітті місто зазнало руйнувань внаслідок війн Олівера Кромвеля в 1640—1652 років та Вільямських (Якобітських) війн 1690-тих років. У 1690 році в битві на річці Бойн брав участь Ніколас Таафф. Пізніше родина Таафф виїхала до Австрії і замок був закинутий остаточно. У 1744 році писали, що місто перебуває у стані руїни. Нині місто і замок Таафф є популярними туристичними об'єктами.